# Packie Bonner
Patrick Joseph Bonner (Burtonport, 1960. május 24. –) ír válogatott labdarúgókapus.

## Pályafutása

### Klubcsapatban
Egész pályafutását egyetlen klubcsapatban, a Celticben töltötte. 1978 és 1998 között több, mint 642 mérkőzésen lépett pályára, ezzel csúcstartó. Négyszeres skót bajnok, háromszoros kupagyőztes, és kétszeres ligakupagyőztes. Az 1998–99-es szezonban a Reading ugyan leigazolta, de egyetlen mérkőzésen sem játszott.

### A válogatottban
1981 és 1996 között 80 alkalommal szerepelt az ír válogatottban. Részt vett az 1988-as Európa-bajnokságon, illetve az 1990-es és az 1994-es világbajnokságon.

## Sikerei, díjai
Celtic
- Skót bajnok (4): 1980–81, 1981–82, 1985–86, 1987–88
- Skót kupa (3): 1984–85, 1988–89, 1994–95
- Skót ligakupa (2): 1982–83, 1996–97